# Дача Докса
Да́ча До́кса — колишній особняк в Одесі, розташований в районі Аркадія на Гагарінському плато (вул. Генуезька, 37-39). Будівля була зведена наприкінці 1890-х років і вважалася однією з архітектурних перлин району та одним з останніх дореволюційних особняків на плато. У ніч з 28 на 29 жовтня 2016 року будівлю було повністю знесено для будівництва багатоповерхового житлового комплексу.

## Історія
Особняк був збудований наприкінці XIX століття, в період активної забудови Аркадії дачами заможних одеситів. Ділянка на Гагарінському плато належала мировому судді та гласному міської думи Віктору Федоровичу Доксу до 1899 року. Згодом земля перейшла у власність Анни Рейхенберг та інших місцевих домовласників. Через відсутність точних даних про дату будівництва, визначити фактичного замовника достеменно неможливо, тому прив'язка до імені В. Ф. Докса є умовною. В інших джерелах власником згадується статський радник Анатолій Федорович Докс.
За радянських часів особняк опинився на території санаторію «Дружба» і використовувався як адміністративно-спальний корпус. На початку 2000-х років, після того як санаторій прийшов у занепад, будівля була покинута.
Наприкінці травня 2010 року на дачі сталася сильна пожежа, яка знищила дах та дерев'яні перекриття. Після цього будівля простояла в аварійному стані шість з половиною років, поступово руйнуючись.

## Архітектура
Двоповерховий особняк з напівпідвалом був збудований з вапняку у стилі історизму, гармонійно поєднуючи риси неоренесансу та пізнього німецького історизму. Найбільш імовірним автором проєкту вважається архітектор Герман-Карл Шеврембрандт, хоча окремі деталі декору вказують на можливу участь Адольфа Едуардовича Шейнса.
Композиційною домінантою будівлі слугувала триповерхова кутова вежа-ризаліт. Спочатку вежа та основний об'єм були увінчані високими шатрами з люкарнами, запозиченими з північноєвропейського ренесансу. Фасади були прикрашені лінійним рустом, а вікна мали напівциркульні форми з обрамленням алмазним рустом. Головний вхід був акцентований триколонним портиком з іонічними капітелями та пишним ліпним картушем у тимпані фронтону. До тераси, оточеної класичною кам'яною балюстрадою, вели дві витончені кам'яні сходи.
Особняк був одним із найкращих зразків дачної архітектури Одеси того часу, а його силует, оточений садом, був однією з найвиразніших домінант старої Аркадії.

## Знесення та суспільний резонанс
Восени 2016 року навколо руїн особняка розпочалися підготовчі роботи до будівництва: було вирубано залишки парку та з'явилася важка техніка. Попри те, що будівля не входила до реєстру об'єктів культурної спадщини, її знесення викликало значний суспільний резонанс.
Тодішній голова Одеської ОДА Михайло Саакашвілі підписав розпорядження про початок процедури внесення особняка до списку пам'яток. Однак це не зупинило забудовника. У ніч з 28 на 29 жовтня 2016 року будівельна компанія «Гефест» повністю знесла руїни дачі Докса. Саакашвілі звинуватив у знесенні забудовника та мерію Одеси, назвавши це поспішним кроком для розчищення майданчика під будівництво «чергової позбавленої смаку коробки». Директор компанії «Гефест» заявив, що будівля була в аварійному стані, не мала охоронного статусу, і на її місці планується зведення 24-поверхового будинку.
Знесення дачі Докса стало символом знищення історичної спадщини Одеси заради комерційної забудови.

## Цифрове збереження
Незадовго до знесення будівлі команда проєкту Pixelated Realities провела низку фотозйомок особняка. Після руйнування, за допомогою місцевих фотографів та аерофотозйомки з дронів, вдалося зібрати додаткові матеріали. Загалом для створення детальної 3D-моделі дачі Докса було використано близько 8000 фотографій. Цей проєкт дозволив зберегти пам'ять про зруйновану архітектурну пам'ятку в цифровому форматі.